# Ponts del camí de Traginers
Els Ponts del camí de Traginers formen una obra de Fígols i Alinyà (Alt Urgell) inclosa a l'Inventari del Patrimoni Arquitectònic de Catalunya.

## Descripció
Són diferents pontets d'un antic camí anterior a la carretera actual. Artur Osona cita la carretera per travessar aquest engorjat.
Salva un engorjat mes amunt dels Tres Ponts comença al pont de la Torre i porta a la masia de la Reula. La riuada de 1980 va malmetre malmès molts pontets.

## Història
....ens endinsarem pel llarg i pintoresc estret de TRESPONTS (TRESPONTS és un topònim que deriva d'INTER PONTES- al·lusió als dos que construí SANT ERMEGOL- i no pas de "TRES PONTS "- com molts creuen)- fressat pel riu entre les serres PREPIRINENQUES del MONTSEC D'ARES (1850 metres) i MOTSEC DE TOS (1.415M.)- Pels penya-segats de la riba dreta es divisa- molt ben conservat el vell camí medieval construït entre els segles x i xi i que salva els passos mes difícils per airoses ARCADES DE MIG PUNT- també es conserven restes dels 2 PONTS que hem esmentat.(Cayetano Enriquez de Salamanca)